# GPV
GPV Groupe este o companie din Franța care este lider european în producția de plicuri și servicii conexe de gestionare a corespondenței firmelor.

## GPV în România
Compania este prezentă și în România, având un centru de producție la Cluj-Napoca care a fost înființat în 2002, an în care GPV Groupe a decis să se extindă în țările din Europa de Est.
GPV România produce anual 600 de milioane de plicuri, în timp ce producția totală a grupului ajunge la 17 miliarde de plicuri pe an.
Din Grupul GPV mai face parte și GPV Mail Services Cluj-Napoca, furnizor de servicii de mail personalizat.
GPV Mail Services furnizează servicii de procesare securizată de date, servicii poștale și de facturare în masă și a avut în 2009 venituri de 4,3 milioane euro.
Cifra de afaceri în 2006: 10 milioane de euro